# Бурзян-Тангауровское восстание
Бурзян-Тангауровское восстание (баш. Бөрйән-Түңгәүер ихтилалы) — восстание происходившее в 1920—1921 гг. на территории Бурзян-Тангауровского, Тамьян-Катайского, Усерганского кантонов Автономной Башкирской Советской Республики.

## Причины восстания
Основная причина возникновения восстания заключалась в введении советскими властями политики военного коммунизма и в связи отставкой 1-го состава Башкирского военно-революционного комитета в июне 1920 года. Также причинами являлись аресты некоторых делегатов-участников I съезда рабочих, крестьян и красноармейцев Бурзян-Тангауровского кантона, недовольных проводимой национальной политикой Башревкома 2-го состава, Башобкома РКП(б), СНК РСФСР по исключению башкир из должностей высших органов власти АБСР.
Декрет ВЦИК и СНК РСФСР «О государственном устройстве Автономной Советской Башкирской Республики» от 19 мая 1920 года вызвал недовольство среди башкир и также послужил основной причиной партизанской войны против центральной власти.

## Ход боевых действий
Непосредственно на территории автономии началось формирование башкирских вооружённых антисоветских повстанческих отрядов — подобные события происходили в Уфимской, Пермской и других губерниях ранее — в 1918 году. Различия во времени связаны с деятельностью прежнего состава Башревкома, проводившего отдельную внутреннюю политику в отличие от соседних губерний. Например, в республике не применялась продразвёрстка, но с избранием нового состава Башревкома она стала широко использоваться — что привело к многочисленным вооружённым конфликтам. Данные конфликты совпали с преследованием сторонников «старого» ревкома. В итоге, летом 1920 года возникли массовые восстания с эпицентром в юго-восточных кантонах АБСР (Бурзян-Тангауровском, Тамьян-Катайском, Усерганском кантонах), а в сентябре, в связи с появлением новых очагов восстаний, военное положение было введено ещё в пяти кантонах. Основной костяк восставших составляли башкиры. На их подавление были направлены отряды Башкирской чрезвычайной комиссии под общим командованием В. Е. Поленова, который, прибыв в Баймак, установил военную диктатуру, разогнал местные органы власти и объявил «беспощадную борьбу с движением башкир», называя его «бандитским». Отрядами ЧК без суда и следствия были расстреляны 10 членов Бурзян-Тангауровского кантисполкома, проводилась политика «массового устрашения», сопровождавшаяся убийствами и пытками мирного башкирского населения.
В июле — августе С. Ш. Мурзабулатовым, Х. Г. Унасовым, Ф. Б. Магасумовым, А. Г. Ишмурзиным, Г. Я. Амантаевым, Г. Аитбаевым, З. Галиным, М. Мустафиным, М. Расулевым, М. Сагитовым, Ф. Юламановым и другими создавались вооружённые отряды, которые в сентябре были объединены в Башкирскую Красную Армию. Командующим Башкирской Красной Армии был избран Ф. Б. Магасумов, начальником 1-й дивизии — Х. Г. Унасов, 2-й дивизии — Ф. Юламанов. Председателем Реввоенсовета являлся С. Ш. Мурзабулатов, начальником штаба — Б. Ланин.
Основными требованиями восставших были:
- лишение властных полномочий Башкирского обкома РКП(б);
- возвращение в правительство членов Башревкома первого состава;
- о независимой от СНК РСФСР и ВЦИК работе Башревкома;
- о прекращении политики военного коммунизма и т. д.

Численность повстанческих отрядов, которые делились на полки и даже были сведены в дивизию под командованием X. Унасова, доходила до 3 тысяч человек. На севере Тамьян-Катайского кантона, действовал отряд Фаткуллы Магасумова, численность которого достигала до 3 тысяч повстанцев. Отряд Ф. Магасумова неоднократно предпринимал нападения на Златоуст и другие заводы и населённые пункты. В районе Белорецка действовал повстанческий отряд с численностью в 4 000 человек, в районе Аскарово — 1 тыс. чел., в районе Байназарово — около 1 тыс. чел. и т. д.
Повстанцы нападали на советские учреждения и продотряды. Прибывшие 1 августа в с. Темясово представитель Башкирского ЦИКа, Башобкома РКП(б) и БашЧК Е. В. Поленов и председатель Комиссии по борьбе с дезертирством М. Руденко, временно прекращают работу местных органов власти.  Был организован штаб по борьбе с контрреволюцией и введено военное положение в Бурзян-Тангауровском кантоне. Начинается масштабные аресты, пытки и убийства башкирского населения.
10 сентября 1920 года на заседании Тамьян-Катайского кантисполкома участвовал комбриг М. Л. Муртазин, недавно возвратившийся с польского фронта. Он предложил вывести за пределы кантона все русские карательные отряды, амнистировать восставших башкир, назначать на ответственные посты башкирских работников и создать специальную следственную комиссию.
В сентябре—октябре в Тамьян-Катайском кантоне (возле н/п Аюсазово, Кутуево, Кусимово, Муракаево, Юламаново и др.) между РККА и войсками ВОХР с одной стороны и повстанцами с другой происходили бои, закончившиеся поражением последних.
26 ноября 1920 года между представителями ЦИК БАССР и представителями Башобкома РКП(б) под руководством П. Н. Мостовенко и частью руководителей восстания во главе с С. Ш. Мурзабулатовым было заключено соглашение. В соответствии с ним прекращается работа Реввоенсовета Башкирской Красной Армии, гарантируется амнистия для добровольно сложивших оружие повстанцев. Обвиняемые в применении насилия против башкирского населения Е. В. Поленов, М. Руденко и другие должны были привлекаться к уголовной ответственности.
9 декабря 1920 года президиум БашЦИК и обком направили для подавления новой вспышки восстания в Усерганском кантоне отряд под командованием Симонова.
К началу 1921 года многие повстанцы слагают оружия. Весной 1921 года часть восставших во главе Г. Я. Амантаевым и Ф. Б. Магасумовым присоединяются к повстанческому движению под руководством Охранюка-Черского.

## Итоги восстания
В соответствии с соглашениями, в декабре 1920 года карателей Е. В. Поленова, М. Руденко, А. Бикчурина, М. Курочкина, С. Елкибаева, Х. Каримова и других отправляют в Стерлитамакскую тюрьму, а 5 февраля 1921 года Е. В. Поленова вместе с ещё 6 коммунистами-командирами отправляют в распоряжение центрального ВЧК. Председатель БашЧК И. Д. Каширин заявлял что все «обвинения — выдумки башкирских националистов». 11 марта 1921 года был объявлен приговор по данному делу: «Не доказаны расстрелы, грабежи, убийства и другие преступления Поленова и других», которые вскоре были освобождены.
Большинство руководителей восстания были подвергнуты репрессиям и расстреляны. По официальным данным, в ходе повстанческого движения карателями убито 10000 башкир.
В целом, повстанческое движение в 1920–1921 гг. не сумело внести существенные коррективы в государственно-правовое положение Башкирской автономии, хотя некоторые уступки со стороны центральных властей были.